# Ivica Vukić
Ivica Vukić (Glogovac, 19. kolovoza 1927. – ?, 21. studenog 2005.) bio je hrvatski glazbenik, tekstopisac i skladatelj.

## Životopis
Rođen je 19. kolovoza 1927. godine u Glogovcu kao treće dijete siromašne rudarske obitelji, oca rudarskog radnika Mirka, Imbre, i domaćice majke Jelice. Kasnije je posinjen od Đure i Marije Vukić koji nisu imali djece. Vodio je teški život. Iako maloljetnik u vihoru rata, kako je sam zapisao, zaposlio se na teškim fizičkim poslovima na Gradskoj ciglani u Koprivnici. Poslije rata i zarobljeništva vratio se kući i s 18 godina zaposlio u rudniku Glogovac 1945. godine. Tu je s 20 godina među osnivačima rudarske limene glazbe 1947. godine, u kojoj je počeo svirati klarinet, a do smrti je svladao čak 18 glazbenih instrumenata. Inače prvi instrument bio mu je tamburaški brač, a bavio se glazbom od svoje devete godine života. Pozvan je da osnuje koprivničku Gradsku limenu glazbu. Radio je do umirovljenja 1985. godine u raznim poduzećima i ustanovama, pretežito na poslovima financija, a u mirovinu je otišao iz Zanatske zadruge "Temelj". 
Glazbeni put Ivice Vukića nastavio se sa sastavom Bratstvo, pripremao je prvi podravski festival Raspjevana Podravina u Novigradu Podravskom. S Brankom Sabolovićem 1969. godine snimio je svoju prvu gramofonsku ploču, na kojoj se pojavio kao tekstopisac i skladatelj. Zatim su slijedile i druge. Osposobio je prvu generaciju tamburaša pri Izvornom folklornom društvu u Koprivničkom Ivancu i sudjelovao je aktivno u organizaciji smotre izvornog folklora "Ivanečki kresovi". Prvi glazbeno-notni album pod nazivom "Moja Podravina" Ivica Vukić izdao je 1980. godine, a drugi pod nazivom "Oprosti mi Podravino" izdaje 1994. godine, a 1996. godine kazetu pod nazivom "Čuvajte mi podravsku ravnicu". Knjigu "Sve moje pjesme i senje" izdao je 1998. godine. 
Dva puta je dobio nagrade za životno djelo, zadnju 1997. godine od grada Koprivnice.